# Acura
Acura er Hondas afdeling for luksusbiler, som siden introduktionen i 1986 er blevet markedsført i Nordamerika og Hong Kong, men senere også i Kina og Mexico. Hondas introduktion af mærket i hjemlandet Japan har været forsinket længe og er senest blevet udskudt til 2010. Mærket blev introduceret pga. nogle importrestriktioner mellem USA og Japan, som gjorde det svært at sælge dyrere biler. I 1989 fulgte Toyota trop og introducerede deres luksusmærke Lexus, som svar på Acura.
Mærket er ikke blevet introduceret i Europa, dog bliver mange af modellerne solgt under Honda-mærket. Nogle efter en salgsperiode under Acura, som f.eks. Integra. Hondas topsportsvogn fra 1990'erne, NSX, blev i USA solgt under det dyre luksusmærke, selvom den oprindelig var fra Honda.